# Centro Internacional de Exposiciones de Tabriz
El Centro Internacional de Exposiciones de Tabriz (en persa: نمایشگاه بین‌المللی تبری) es un complejo con  infraestructura para grandes exposiciones que se encuentra en la parte oriental de Tabriz, Irán. Alberga decenas de exposiciones sobre la base de un calendario anual. Hay 46 exposiciones programadas. La feria más famosa es Texpo, que es una feria de comercio en general. Fue establecido en 1992 y normalmente se lleva a cabo  del 4 al 9 agosto cada año. Junto a esta importante feria, hay ferias anuales para libros, automóviles, materiales de construcción y equipos de construcción,  turismo, alfombras y muchas otras exposiciones.